# Perusia pulverosa
Perusia pulverosa là một loài bướm đêm trong họ Geometridae.